# Shin Shunkaden
Shin Shunkaden (яп. 新・春香伝, шін шюнкаден) — історико-пригодницька манґа групи CLAMP, заснована на відомій корейській народній легенді. Всього було випущено 3 розділи манґи і спецвипуск. Також був виданий артбук.
Манґа друкувалась з 1992 по 1994 рік у видавництві Hakusensha, однак після видання 1-ого тому виявилося, що зацікавленість даною манґою не виправдала надій видавництва і авторів, тому публікація була припинена. В одному з інтерв'ю автори висловили своє бажання закінчити в майбутньому цю манґу.
Чуніян і Мурон верхи на синьому тигрі з'являються в кліпах «Clamp in Wonderland» та «Clamp in Wonderland 2». Детальна інформація про манґу міститься у 11-му випуску антології Clamp no Kiseki.

## Чунхянґа
Оригінальна історія «Чунхянґа» (кор. 춘향가) відрізняється від манґи, яка ґрунтується на ній. Чунхян (кор. 춘향) — дочка повії Волме і дрібного чиновника Сона. Оскільки Чунхян належала до нижчих верств суспільства, то її кохання до сановника Мон'рьона було заборонене. Батьки Мон'рьона були проти його кохання до дівчини з нижчого класу, і тому відправили сина до столиці на навчання. Після цього батько юнака — Бьон, завдяки просуванню по службі, здобув титул сатто — начальника міста. Однак він одразу ж став ненависним народу через свою безмірну жадібність до грошей. Бьон наказав привести до себе Чунхян, щоб зробити з неї коханку, але та, чекаючи на Мон'рьона, категорично відмовляє наміснику, за що й була кинута до в'язниці. Тим часом Мон'рьон складає урядові іспити і отримує посаду амхен'оса (секретний детектив, підпорядкований лише королю Кореї), і повертається до будинку Чунхян. Він дізнається від Волме, що Чунхян ув'язнена його батьком. Як аменоса Мон'рьон карає Бьона, за його корупцію і звільняє Чунхян.

## Сюжет манґи
Середньовічним королівством Корьо управляє могутня політична система Чунан, яка призначає управляти містами і селами чиновників-рянбанів на певний термін. Багато цих чиновників відверто нехтували своїми обов'язками, пригнічували населення, самовільно піднімали податки. Для викриття владних зловживань рянбанів Чунан надсилали у міста села спеціальних чиновників — аменоса, які мали інкогніто інспектувати поселення, розслідувати злочини місцевих рянбанів і судити їх.
У місті Льон Фуй місцевий рянбан вже не один рік жорстоко пригнічував місцеве населення і розкрадав народ, постійно підвищуючи податки без дозволу Чунан. Син рянбана користуючись з влади батька кривдив населення та забирав у торговців усе, що йому подобається. Однак на захисті пригнобленого населення стоїть юна дівчина — Чуніян, дочка шанованої місцевої шінбан — знахарки, яка знається на таємних мистецтвах. Чуніян хвацько розправляється з палацовою вартою і сином рянбана, якщо ті зачіпають простий люд. Рянбан, який раніше дивився на витівки Чуніян крізь пальці, вирішує покарати дівчину, зробивши її матір своє коханкою. В цей час у місті з'являється загадковий юнак Мурон, який гостює у Чуніян і її матері Мьонфи. Одного дня палацова варта вривається до їхнього будинку і викрадає знахарку. Чуніян і Мурон направляються до палацу, щоб її визволити. Мурон виявляється на диво вправним і могутнім воїном, який розправляється з усією палацовою вартою. Мьонфа, щоб не дати себе збезчестити вчиняє самогубство, а Чуніян, побачивши мертву матір, в пориві люті вбиває рянбана. Мурон розкриває свою справжню сутність — він аменоса, який був посланий для того, щоб викрити рянбана Льон Фую. Юнак запропонував Чуніян вирушити разом з нею у подорож, щоб захищати знедолених…

## Персонажі
Чуніян / Чунхян (яп. 春香) — дочка могутньої шінбан Мьонфи. Чуніян дуже жвава і спритна дівчинка, володіє бойовими мистецтвами. Постійно вступає у суперечки з сином місцевого правителя-рянбана, який користуючись владою свого батька кривдить місцеве населення. Чуніян завжди виходить переможницею з сутичок з місцевою вартою. Не зважаючи на свій норов та силу, Чуніян дуже добра, усіма силами намагається захистити простий народ гніту місцевих феодалів. Сильно переживає втрату близьких і друзів. Зустрівшись з Муроном Чуніян намагається не налагоджувати з ним стосунки, але після матері змушена залишити рідне місто та вирушити у подорож разом з юнаком.
Мьонфа / Волме (яп. 明華) — знана могутня шінбан у Льон Фуй, мати Чуніян. Саме від неї Чуніян навчилася багатьом Мьонфу всі поважають у місті, бо вона завжди допомагає усім, хто звернувся за допомогою, перш за все за лікуванням цілющими зіллями. Саме через популярність серед населення рянбан не чіпає її, а також дивиться крізь пальці на відносини свого сина з Чуніян, яка дуже допікає останньому. Після сварки між рянбаном і Мьонфою, правитель наказав схопити її і доставити до палацу. Не схотівши втратити честь Мьонфа наклала на себе руки.
Мурон / Мон'рьон (яп. 夢龍) — юний аменоса, який мандрує Корьо з метою проінспектувати міста та селища на наявність владних правопорушень з боку рянбанів. Мурон — любитель жінок, завжди багатий на компліменти. Однак Чуніян абсолютно не сприймає легковажного на перший погляд Мурона. Сам він представляється усім звичайним мандрівником. Також Мурон дуже любить поїсти, не пропускаючи жодного закладу, де продають пампушки. Як аменоса Мурон володіє владними повноваженнями картати рянбанів, що він і зробив з намісниками Льон Фую і Суолу. Він володіє могутньою силою, якою він користується у боротьбі з чаклунами. Його символ — п'ятикінечна зірка, його шікіґамі — синій тигр.
Рянбан / Ян'бан (яп. 両班) — намісник, призначений на 10 років управляти містом Льон Фуй. Він самовільно підняв податки без згоди Чунан, а різницю приховав для власного збагачення. Будь-які виступи проти рянбана жорстоко каралися. Однак він не зважав на витівки Чуніян, яка допікала його сину. Окрім того, рянбану дуже подобається Мьонфа, тому коли терпіти супротив Чуніян вже не було змоги, він схопив Мьонфу і утримував у своєму палаці. Однак та не стерпіла наруги і наклала на себе руки. Розлючена Чуніян, хотіла вбити рянбана, але той пригрозив їй розправою над цілим містом. Однак, аменоса Мурон надав Чуніян право на помсту і та у пориві люті вбила намісника.
Син рянбана (яп. 両班の息子) — пихатий і розбещений юнак, який вважає, що йому все дозволено, бо його батько — рянбан. Він постійно вештається містом зі своєю охороною і бере все, що йому спало на око. Він може забрати дівчину, яка йому сподобалась до себе палацу. Єдина людина, яка може зашкодити свавіллю сина рянбана — Чуніян, яка швидко розправляється з його вартою. Сина рянбана розуміє, що його батько не зачіпає Чуніян через її матір і тому зводить на них наклеп, через що Мьонфу було схоплено. Після вбивства рянбана, його син мав предстати перед судом Чунан.
Хянтан (яп. 香丹) — юна дівчина з Льон Фую, на яку накинув оком син рянабана. Хянтан благала його не забирати її до палацу, бо вона мала піклуватись про хвору матір. На щастя, з'явилась Чуніян і врятувала дівчину від кривдника. Вдячна Хянтан неодноразово приносила Чуніян фрукти, що вона виростила, в знак вдячності за порятунок.
Онрьон (яп. 玉蓮) і Чунрьон (яп. 春蓮) — дві сестри-шінбан, відомі як «танцівниці дощу». Через їх дар шінбан Яґо прикликала їх до Суолу, щоб вони змогли прикликати дощ, який вже багато часу не спадав на місто. Сестри разом з Муроном і Чуніян вирушили до Суолу де вони мали прикликати дракона — божества дощу. Дракон через дії чаклуна Анчона розгнівався і вбив блискавкою Онрьон. Чунрьон не змігши перенести втрати сестри вчиняє самогубство.
Яґо (яп. 夜語) — шанована в місті Суол стара шінбан. Після того як у місті перестали йти дощі, вона прикликала до міста «танцівниць дощу» сестер Онрьон і Чунрьон. Яґо дуже могутня шінбан, яка вміє створювати ілюзії і використовувати шікіґамі-ворона, але вона змогла подолати могутнього чаклуна Анчона, який викликав посуху у місті. Після смерті «танцівниць дощу» Яґо змогла задобрити бога-дракона дощу і викликати життєдайний дощ.
Рянбан Суолу — гарна, але жадібна жінка, яка зневажає простий люд. Отримавши владу одразу ж заходилася прибрати до рук основний скарб Суолу — квіти, з яких роблять ліки. За допомогою чаклуна Анчона вона домоглась того, щоб дощ лив лише в межах її палацу, де і росли цінні квіти. Таким чином вона монополізувала вирощування і продаж такого цінного товару і позбавила населення основного джерела прибутку. Після того, як Мурон пробив захист плацу він осудив рянбана Суолу і позбавив титулу.
Анчон (яп. 闇青) — могутній чаклун, який служить рянбану Суола. За наказом рянбана Анчон розгнівав дракона-бога дощу і дощ перестав падати на місто, прирікши місцеве населення на переселення на інші місця. Дощ не перестав лити лише в межах палацу, де росли цінні квіти, з яких робили ліки. Рянбан монополізувала вирощування цих квітів, а Анчон допомагав їй, спорудивши навколо плацу потужний бар'єр навколо палацу та вигнавши шінбан Яґо з міста. Його шікіґамі — двоголовий кінь-циклоп. Коли Мурон проникнув до палацу він вбив Анчона.

## Аудіодрама
30 листопада 1994 було випущено аудіодраму на CD, сценарій для якої написали CLAMP.
Озвучення
- Чуніян — Юрі Шіраторі
- Мьонфа — Юко Наґашіма
- Мурон — Рьотаро Окіаю
- Хянтан — Масако Ікеда
- Рянбан — Муґіхіто
- Син рянбана — Нобуо Тобіта
- Інші: Нака Хіроші, Ямазакі Такумі, Коороґі Сатомі, Коніші Хіроко.

Список треків
1. Daiichi hanashi (Перша історія)
2. Daini hanashi (Друга історія)
3. Daisan hanashi (Третя історія)
4. Daishi hanashi (Четверта історія)
5. Tokubetsu Hen (Спеціальна частина)

Також був випущений сингл з піснею «Мандрівник» (яп. 行人 ко: джін), яку виконує Ейко Ямане. Автор пісні — Кадзухіко Тояма.

## Сприйняття
Манґа посіла 58 місце у списку топ 100 бестселлерів серед графічних романів у липні 2004 року, з проданими 1629 проданими копіями.